# Riedisheim
Riedisheim är en kommun i departementet Haut-Rhin i regionen Grand Est (tidigare regionen Alsace) i nordöstra Frankrike. Kommunen ligger i kantonen Habsheim som tillhör arrondissementet Mulhouse. År 2022 hade Riedisheim 12 154 invånare.

## Befolkningsutveckling
Antalet invånare i kommunen Riedisheim
| Referens: INSEE |